# Museo de Historia Natural (Londres)
El Museo de Historia Natural (en inglés, Natural History Museum) de South Kensington, en Londres, es uno de los tres grandes museos localizados en la calle Exhibition Road, en Kensington (los otros dos son el Science Museum y el Victoria and Albert Museum). No obstante, la entrada principal está en Cromwell Road.
El museo posee una variada colección con más de 70 millones de especímenes y objetos en colección, pertenecientes a varios campos de la historia natural. Las cinco colecciones más importantes son las correspondientes a las áreas de: botánica, entomología, mineralogía, paleontología y zoología. 
Este museo es un centro de investigación de referencia a nivel mundial, especializado en taxonomía, identificación y conservación. Dada la antigüedad de la institución, muchas de las colecciones poseen un enorme valor tanto histórico como científico, por ejemplo, los especímenes reunidos por Charles Darwin. El museo es especialmente famoso por su exhibición de esqueletos de dinosaurios así como por lo ornamentado de su arquitectura —es a veces llamado "catedral de la naturaleza"— ambos aspectos ejemplificados por el gran salón central que domina el recibidor principal, donde se muestran los esqueletos de diferentes dinosaurios, entre los que destacan un enorme Diplodocus (la "joya" del museo) y un mastodonte americano encontrado en 1840 en Misuri, Estados Unidos. La biblioteca del museo alberga una gran cantidad de libros, diarios, manuscritos y colecciones ilustradas relacionadas con el trabajo y la investigación de los departamentos científicos. El acceso a la librería debe ser concertado. 
El Museo de Historia Natural fue construido entre 1873 y 1880 para albergar la creciente colección de esqueletos, plantas y fósiles que constituían una sección del Museo Británico. Aunque actualmente se llama oficialmente Natural History Museum («Museo de Historia Natural»), en realidad fue fundado en 1881 como una división del Museo Británico bajo el nombre de «Museo Británico (Historia Natural)» hasta 1992, tras la separación del propio Museo Británico en 1963. En 1986 absorbió el cercano Museo geológico adquiriendo el nombre oficial de Natural History Museum. El centro Darwin es una adición reciente, en parte diseñado como una moderna instalación en la que albergar las colecciones valiosas.

## Historia y arquitectura

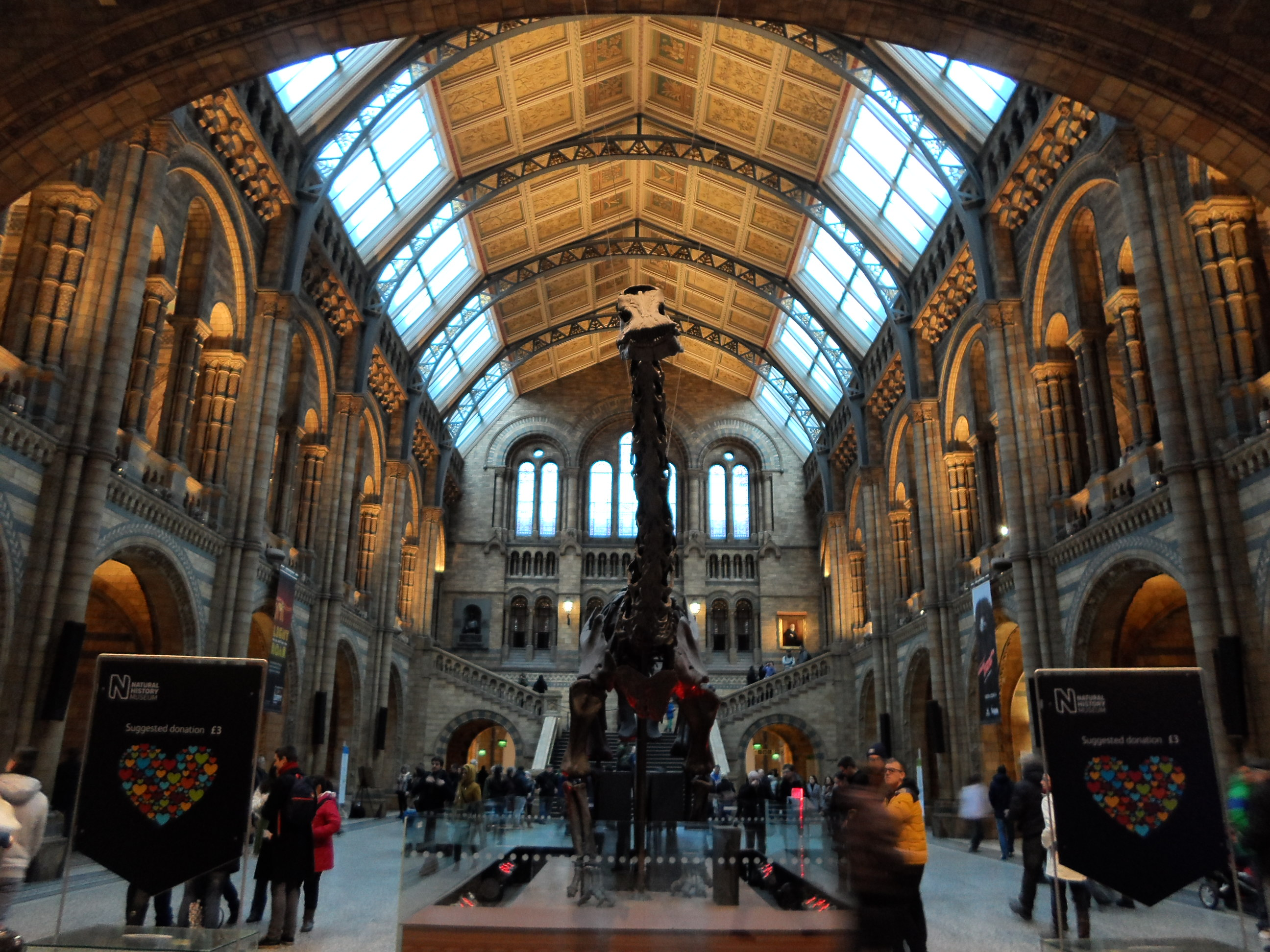
Diplodocus en la entrada

La fundación de la colección vino de la mano de sir Hans Sloane (1660-1753), quien permitió al gobierno británico adquirir sus notables colecciones a un precio muy por debajo de su valor de mercado en aquella época. La compra se realizó con los fondos obtenidos de una lotería. La colección de Sloane, que incluía plantas secas, animales y esqueletos humanos, fue albergada al principio en Montagu House, Bloomsbury, en 1756, donde se halla el Museo Británico.
La mayor parte de la colección de Sloane había desaparecido en las primeras décadas del siglo XIX. Sir George Shaw (guardián auxiliar de la sección de zoología 1806-1813) vendió muchos especímenes al colegio real de cirujanos. En 1833 el reporte anual anunció que, de los 5500 insectos listados en el catálogo de Sloane, no quedaba ninguno. La torpeza de los departamentos de historia natural para conservar sus especímenes se hizo notoria. La contratación de personal fue mancillada por favoritismos y enchufes; en 1862, un sobrino de la dama de un administrador fue nombrado asistente de entomología a pesar de no conocer la diferencia entre una mariposa y una polilla. 
J. E. Gray (guardián de la sección de zoología 1840-1874) se quejó de la cuestionable salud mental entre el personal: George Shaw amenazó con pisar toda concha que no estuviese en la 12.ª edición del Systema Naturae de Linneo; otro miembro quitó todas las etiquetas y números de registro de estuches entomológicos ordenados por un rival suyo. La enorme colección del conquiliólogo Hugh Cuming fue adquirida por el museo y la propia esposa de J. E. Gray transportó las bandejas de especímenes abiertas por el patio durante un vendaval: todas las etiquetas se fueron con el viento. Esta colección jamás se ha podido recuperar.
El bibliotecario principal en aquel tiempo era Antonio Panizzi; su desprecio por los departamentos de historia natural y por la ciencia en general era absoluto. El público no era animado a ver las exhibiciones del museo. 
Muchos de estos defectos fueron corregidos por Richard Owen, elegido superintendente de los departamentos de historia natural del Museo Británico en 1856. Sus cambios llevaron a Bill Bryson a escribir que «por hacer del museo de historia natural una institución para todo el mundo, Owen transformó nuestra noción de para qué se han concebido los museos».[cita requerida]
Owen se percató de que los departamentos de historia natural necesitaban más espacio, y eso implicaba tenerlos en un edificio separado, puesto que el espacio del Museo Británico para esos fines era limitado. Se compró un terreno en South Kensington y, en 1864, se desarrolló un concurso para el diseño del nuevo museo. La propuesta ganadora fue de Alfred Waterhouse, quien revisó los planos y diseñó las fachadas en su propio estilo románico que fue inspirado por numerosas visitas a la Europa continental. Los planos originales incluían alas en cada lado del edificio principal, pero pronto fueron abandonados por problemas de presupuesto. El espacio que habrían ocupado dichas alas son ahora el lugar de las galerías de la Tierra y del centro Darwin.
Las obras comenzaron en 1873 y fueron completadas en 1880. El nuevo museo abrió en 1881, aunque el traslado desde el viejo museo no se completó hasta 1883.
Tanto los interiores como los exteriores del edificio de Waterhouse hacían un uso importante de baldosas de terracota que resistiesen la polución del Londres victoriano, manufacturadas por Gibbs and Canning Limited. Las baldosas y ladrillos muestran muchas esculturas en relieve de flora y fauna, con especies vivientes y extintas que aparecen en las alas oeste y este respectivamente. Esta separación explícita fue petición de Owen, y se ha visto como una refutación del intento de Darwin de unir especies presentes y pasadas mediante la teoría de la selección natural.
El eje central del museo está alineado con la torre del Imperial College de Londres (antiguamente el Imperial Institute) y con el Royal Albert Hall y el Albert Memorial más al norte. Todos forman parte del complejo conocido como Albertopolis.

## Separación del Museo Británico

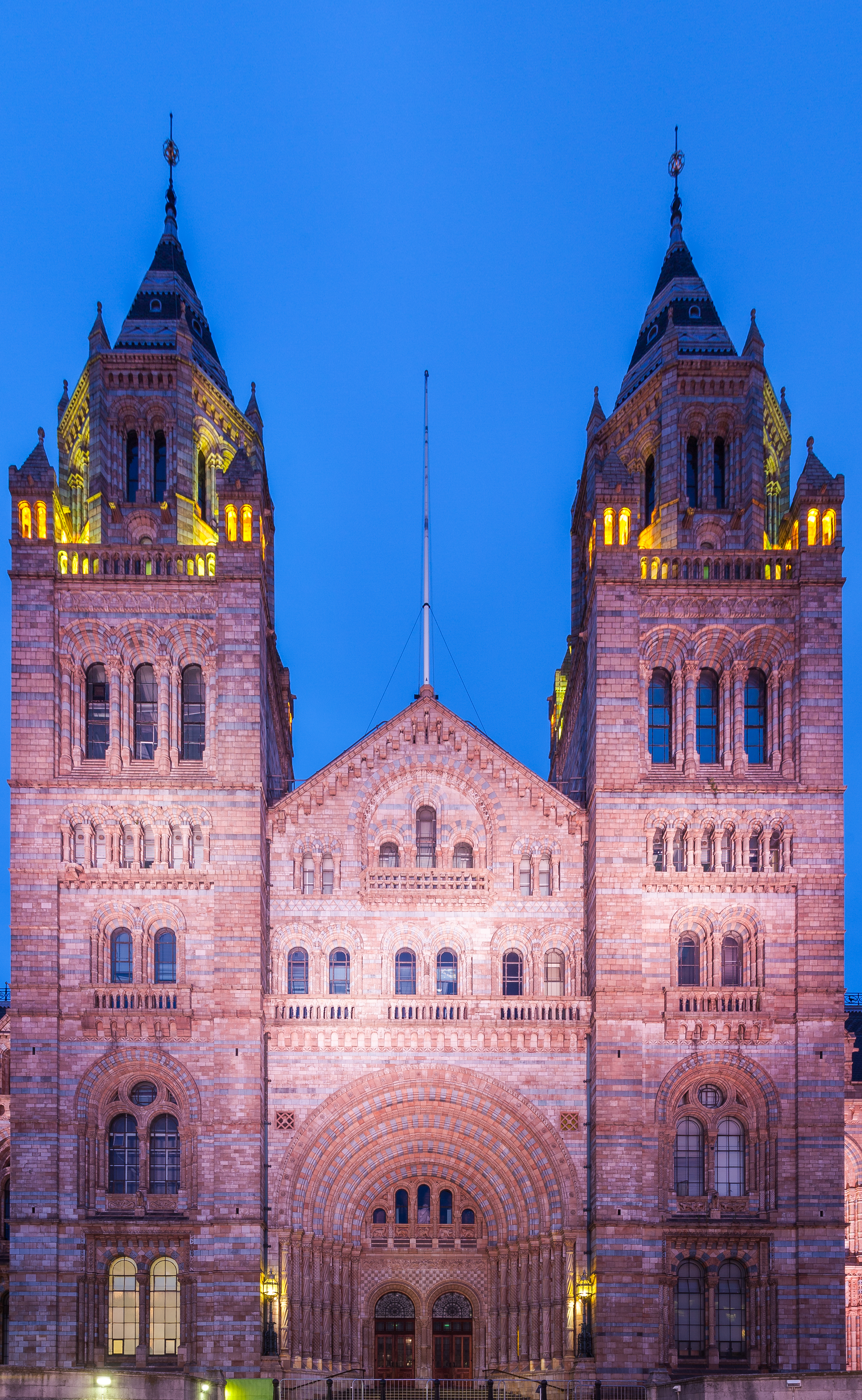
Vista de la entrada al anochecer.

Incluso tras su apertura, el Museo de Historia Natural permaneció legalmente como departamento del Museo Británico con el nombre formal de «Museo Británico (Historia Natural)», comúnmente abreviado por la literatura científica como (B.M.) (N.H.). Se hizo una petición al Ministro de Economía en 1866, firmada por la élite de las sociedades Royal, Linnean y Zoological, así como por los naturalistas incluyendo a Darwin, Wallace y Huxley, pidiendo un incremento de la independencia del museo con respecto al Museo Británico, y las acaloradas discusiones al respecto continuaron durante unos cien años. Finalmente, la aprobación del acta del Museo Británico de 1963, el Museo Británico (Historia Natural) se convirtió en un museo independiente con su propia lista de fiduciantes, aunque el nombre se mantuvo. Solo con la ley de museos y galerías de 1992 el nombre formal del museo cambió a Natural History Museum («Museo de Historia Natural»).

## Museo Geológico
En 1986, el museo absorbió el adyacente museo geológico del British Geological Survey, el cual había concurrido mucho tiempo por el espacio limitado en esa zona. El museo geológico se hizo famoso a escala mundial por sus exhibiciones, incluyendo un modelo de volcán activo y una máquina que reproduce terremotos diseñada por James Gardner, y albergó la primera exhibición virtual (Tesoros de la Tierra). Las galerías del museo fueron completamente rediseñadas y estrenadas en 1996 como las "Galerías de la Tierra". Las muestras de mineralogía del museo se mantuvieron por mucho tiempo inalteradas como ejemplo de las técnicas de exhibición del siglo XIX en el edificio Waterhouse.
El patio interior, diseñado por Neal Potter, incluye una escalera mecánica que atraviesa un modelo del planeta Tierra y que conduce a las galerías superiores, una zona del museo que antes pasaba inadvertida. El nuevo diseño cubrió las paredes en pizarra reciclada y en ella se grabaron constelaciones y planetas. Las exhibiciones principales del museo son mostradas en las paredes.

## Centro Darwin
El reciente centro Darwin, llamado así por Charles Darwin, está pensado como nuevo espacio para la colección de decenas de millones de especímenes preservados del museo, así como para albergar nuevos espacios de trabajo para el personal científico y nuevas experiencias de educación para los visitantes. Construido en dos fases separadas, con dos edificios nuevos adyacentes al principal —Waterhouse—, es el proyecto moderno más significativo en la historia del museo.
La primera fase del centro Darwin alberga las colecciones de organismos preservados en formol de los departamentos zoológicos. La segunda fase fue desvelada en septiembre de 2008 y abierta al público general en septiembre de 2009. Fue diseñada por la firma danesa C. F. Møller arquitectos, con la forma de un gigantesco capullo de ocho pisos. Contiene las colecciones entomológicas y botánicas, las 'dry collections'.
La criatura más famosa del centro es el calamar gigante de 8,62 metros de longitud llamado Archie.

## Principales especímenes y exhibiciones
Una de las más famosas y destacadas es la réplica de un esqueleto de diplodocus (Diplodocus carnegii) de 32 metros de longitud, conocido como "Dippy", que se encuentra en el recibidor central. La réplica fue ofrecida como regalo por Andrew Carnegie, después de un debate con el rey Eduardo VII, por aquel entonces entusiasta administrador del Museo Británico. Carnegie copió el original del Carnegie Museum con dinero propio. Las piezas fueron enviadas a Londres y, el 12 de mayo de 1905, se exhibió por primera vez al público general -el fósil real todavía tenía que ser montado en el Carnagie Museum de Pittsburgh ya que las instalaciones no estaban acabadas-. Conforme la fama de "Dippy" se expandió, Carnagie pagó para tener copias adicionales para exhibir en la mayoría de las capitales europeas, así como en Latinoamérica, haciendo de Dippy el esqueleto de dinosaurio más visto del mundo. Los dinosaurios pronto fueron un icono referente del museo, y han aparecido en muchas películas y otros medios, incluida la comedia de Disney de 1975, Se nos ha perdido un dinosaurio.
Otra de las principales exhibiciones es la de un esqueleto y modelo de ballena azul. El esqueleto pesa 10 toneladas y mide 25 metros de longitud. Solo pudo mostrarse una vez se construyó el New Whale Hall en 1934, ahora el Large Mammals Hall (sala de grandes mamíferos), pese a haberse almacenado durante 42 años tras su hallazgo en la bahía Wexford. El planteamiento de crear un modelo a tamaño natural también comenzó por aquella época...(falta)
Durante la construcción, los obreros dejaron una trampilla en el estómago de la ballena, que usarían para hacer pausas y fumar a escondidas. Hay una leyenda urbana que dice que antes de que se cerrase y sellase, algunas monedas y un directorio telefónico se depositaron en el estómago, dejándolo como una cápsula del tiempo. El trabajo concluyó en el propio salón y fue expuesto al público en 1938. En aquella época era el mayor modelo del mundo, con 28.3 metros de longitud, aunque los detalles del mismo fueron aportados por varios museos americanos más adelante.
El centro Darwin alberga a Archie, un calamar gigante de 8 metros de longitud capturado vivo en una red de pesca en las islas Malvinas en 2004. El calamar no está exhibido, sino que se almacena en un gran tanque en el sótano de la fase 1 del edificio. A su llegada al museo, fue inmediatamente congelado mientras comenzaba la preparación para su almacenaje permanente. Dado que existen pocos ejemplares completos y bien conservados —frescos— de esta especie, se decidió almacenarlo en húmedo y sin diseccionar. Se construyó un tanque de 9,45 metros y se conservó el cuerpo en una solución salina y de formol. 
El museo guarda los restos de una ballena que perdió el rumbo y se introdujo en el río Támesis el 20 de enero de 2006. Aunque al principio se guardó con fines de investigación en el almacén del museo en Wandsworth, ahora el esqueleto se exhibe al público de forma temporal.
Dinocochlea, uno de los mayores misterios que perduran sobre la paleontología, (se pensaba que era una concha gigante de gasterópodo, luego un coprolito y ahora una concreción de un túnel hecho por un gusano) ha sido parte de la colección desde su hallazgo en 1921.
El museo conserva un jardín de vida salvaje en su explanada oeste, en el que una nueva especie potencial de insecto parecido a Arocatus roeselii fue descubierto en 2007.

## Galerías
Zona Roja
A esta zona se puede acceder desde la Exhibition Road, en el lado este del edificio. Es una galería ambientada en la historia cambiante del planeta Tierra.
El laboratorio de la Tierra es una galería que se centra en la geología, y contiene especímenes de fósiles, minerales y rocas. La "zona de laboratorio" solo está abierta a grupos concertados y permita una aproximación interactiva a las galerías mediante el uso de microscopios, por ejemplo. Es en la actualidad la única galería en la zona roja sin acceso libre. El archivo de la Tierra muestra rocas, gemas y minerales tras un cristal en una galería con luz tenue. "Impresiones duraderas" es una galería en la que se guardan especímenes de rocas, plantas y minerales, la mayoría de los cuales pueden ser tocados.
Secciones:
- Laboratorio de la Tierra
- Impresiones duraderas
- Superficie sin descanso
- La Tierra hoy y mañana
- Desde el comienzo
- El poder en el interior
- Visiones de la Tierra

Zona verde
- Pájaros
- "Alimañas"
- Ecología
- Fósiles de reptiles marinos
- Secuoya gigante y recibidor principal
- Minerales
- Cripta
- Nuestro lugar en la evolución
- El poder de las plantas
- Primates
- Investiga

Zona azul
- Dinosaurios
- Peces, anfibios y reptiles
- Biología humana
- Jerwood
- Invertebrados marinos
- Mamíferos
- Grandes mamíferos (zona de la ballena azul)
- La naturaleza en directo

Zona naranja
- Centro Darwin
- Jardín de vida salvaje